# Dionisio Chaulié
Dionisio Chaulié y Ruiz (Madrid, 1814 - íd., 5 de agosto de 1887) fue un periodista, tipógrafo y escritor español.
Dirigió la Imprenta del editor Francisco de Paula Mellado o de la Sociedad Española de Crédito Comercial. Fundó El Tipógrafo (1862-1863) y fue redactor jefe de El Tiempo y director de El Globo Ilustrado (1866-1867). Colaboró en El Museo de las Familias, Occidente de Asturias, Flor de la Infancia, La América y Revista Contemporánea, para la cual escribió una serie de cuadros de costumbres que reunió luego en el libro Cosas de Madrid: apuntes sociales de la Villa y Corte (Madrid: M. G. Hernández, 1884; segunda edición Madrid: M. M. de Santa Ana, 1886, tres vols. con los títulos Memorias íntimas, Informes de un testigo y Aventuras de dos prisioneros de guerra), reimpreso varias veces modernamente.